# Direttissima con la tua antenna
Direttissima con la tua antenna è stato un programma televisivo italiano di genere contenitore per bambini, trasmesso dalla Rete 1 dal 2 novembre 1981 al 1983, dal lunedì al venerdì pomeriggio alle 17:10, per tre edizioni.

## Il programma
Il programma era condotto da Marta Flavi e Gianfranco Scancarello, ed aveva la funzione di lanciare, tramite gag e scenette tra i conduttori, i vari cartoni animati e telefilm della rete; Viviana Antonini conduceva la rubrica Teneri e feroci, dedicata al mondo animale. La sigla finale era Gioventù, scritta da Vince Tempera (musica) e Luigi Albertelli (testi), ed era cantata dal duo Paola & Federica.

## Staff
- Curatori: Dante Fasciolo, Giovanna Paolini
- Collaborazione ai testi: Guerrino Gentilini con Roberta Alberotanza, Adriana D'Innocenzo, Giuseppina Paterniti
- Impianto scenico: Emilio Voglino
- Direttore della fotografia: Giorgio Abballe
- Regia: Sergio Tau

## I programmi trasmessi

### Cartoni animati
- Astro Boy
- Bugs Bunny: Le pazze storie di Natale
- Fumoon
- Jackson Five
- L'isola del tesoro
- L'uccello di fuoco
- Le avventure di Bandar
- Marco
- Nils Holgersson
- Remì
- Tom Story
- Tom & Jerry show
- Topolino Story
- Ulisse 31

### Telefilm
- Dick Turpin
- I sentieri dell'avventura
- L'amico Gipsy